# Ken Wakui
Ken Wakui (和久井健?, Wakui Ken; ...) è un fumettista giapponese. Nel 2005, l'autore ha pubblicato il suo primo manga, Shinjuku Swan, che è stato accolto bene e ha ricevuto numerosi adattamenti. Dopo il suo successo nel 2017 Wakui ha pubblicato un nuovo manga, Tokyo Revengers, anch'esso accolto bene e adattato in diverse forme come il primo. Con oltre 70 milioni di copie in circolazione, Tokyo Revengers è diventato uno dei manga più venduti di tutti i tempi ed è stato adattato in una serie anime e in diversi film dal vivo.

## Biografia
Dopo essere stato licenziato dal suo primo lavoro, durante gli anni del liceo, Wakui trascorreva spesso del tempo con bande di strada. Tuttavia, in seguito ha trovato lavoro come conduttore di un bar e alla fine si è diplomato al liceo. Nel 2004, Wakui ha partecipato al Weekly Young Magazine Newcomer Award con il suo primo manga, Shinjuku Swan, e ha ottenuto una menzione d'onore. L'anno successivo, l'opera ha iniziato la serializzazione su Weekly Young Magazine, dove è stato serializzato fino al 2013. La serie ha avuto successo e ha quindi ottenuto una raccomandazione della giuria al 12° Japan Media Arts Festival. È stata anche adattata in due film live action, usciti a maggio 2015 e gennaio 2017.
Nel marzo 2017, Tokyo Revengers, la sua seconda opera, ha iniziato la serializzazione su Weekly Shōnen Magazine, acquisendo rapidamente popolarità e ha vinto il Premio Kōdansha per i manga nella categoria shōnen nel 2020. Ha anche ricevuto diversi adattamenti, in particolare una serie televisiva anime e un film live action.

## Carriera come fumettista
- Shinjuku Swan (新宿スワン?) (2005–2013) (serializzato su Weekly Young Magazine)[3]
- Abaddon (2010–2012) (serializzato su Weekly Young Magazine)[10]
- Budgerigar (セキセイインコ?) (2014–2015) (serializzato su Weekly Young Magazine)[11]
- Desert Eagle (デザートイーグル?) (2015–2016) (serializzato su Weekly Shōnen Magazine)[12]
- Tokyo Revengers (東京卍リベンジャーズ?, Tōkyō Ribenjāzu) (2017–2022) (serializzato su Weekly Shōnen Magazine)[13]
- Astro Royale ( 願いのアストロ ?, Negai no Astro) (2024-2025) (serializzato su Weekly Shōnen Jump)